# Якобельский, Стефан
Стефан Кароль Якобельский (пол. Stefan Karol Jakobielski; 11 августа 1937, Варшава — 14 октября 2024) — польский историк, археолог, филолог, эпиграфик. Один из пионеров нубиологии. Участник археологических экспедиций в Фарасе, Телль-Атрибе, Пальмире, Дейр-эль-Бахри и Каср Ибриме, руководитель археологических работ в Старой Донголе.

## Биография
Родился 11 августа 1937 года в Варшаве, его родителями были Кароль Якобельский и Галина, в девичестве Гжимала (пол. Grzymała). Учился в средней школе, лицее им. С. Малаховского, в Плоцке. В 1954 году начал обучение в Варшавском Университете.
С начала 60-х годов XX века принимал участие в археологических раскопках в Фарасе, проводимых проф. Казимиром Михаловским. С 1961 года работал в экспедиции коптологом, занимаясь документацией и обработкой надписей. Принимал участие в ключевых работах в Фарасе — обнаружении собора с настенными росписями в сезоне 1961/62 и последующих двух экспедициях, 1962/1963 и 1963/64, участвуя в переносе росписи со стен собора и документации находок, выставленных в настоящее время в Галерее Фарас им. Казимира Михаловского в Национальном Музее в Варшаве.
В начале 60-х годов Якобельский был вовлечен в исследования многих других археологических памятников. В 1962 году он принимал участие в экспедиции в Телль-Атрибе, как археолог-эпиграфик, и в экспедиции в Пальмире. В этом же качестве работал в Дейр-эль-Бахри в сезоне 1962/63 во время археологических изысканий на верхнем дворе храма Хатшепсут, а также во время раскопок на территории храма Тутмоса III.
В 1968 году защитил кандидатскую диссертацию.
В 1966—2006 годы Стефан Якобельский был руководителем раскопок нубийских археологических памятников в Донголе. В рамках этих исследований был, в частности, обнаружен Монастырь св. Троицы. Отчеты с раскопок Стефан Якобельский публиковал на страницах «Dongola Studien». В 2006 году работы в Донголе были увенчаны выставкой в Национальном Музее в Варшаве «Польские раскопки в Старой Донголе. 45 лет археологического сотрудничества с Суданом», сокуратором который был доктор Якобельский. На выставке были показаны экспонаты из Музея в Хартуме, обнаруженные во время многочисленных экспедиций, проведённых Якобельским.
С 1972 по 1974 год по приглашению Общества исследования Египта он в качестве археолога-эпиграфика участвовал в англо-американо-польской археологической экспедиции в Каср Ибриме.
В период 1974—2002 Стефан Якобельский занимал должность руководителя Лаборатории Нубиологии в Центре Средиземноморской Археологии варшавского университета, одновременно с этим возглавлял Мастерскую Архитектурно-Археологической Документации. С 1974 по 1989 год преподавал в Академии Католической Теологии в Варшаве. В 2006—2009 годы читал лекции по археологии в Высшей теологической и гуманитарной школе в Подкове-Лесьне. Является сотрудником Института Средиземноморских и Восточных Культур Польской академии наук.
Автор многочисленных публикаций, многолетний редактор серии учебных пособий, в том числе Nubia, Études et Travaux, Nubica et Aethiopica и Bibliotheca nubica. С 2005 года — соредактор журнала «Gdańsk Archaeological Museum African Reports».
Умер 14 октября 2024 года в возрасте 87 лет.

## Членство в обществах
Один из инициаторов основанного в 1972 Международного Нубиологического Общества, в период 1978—1986 занимал должность члена правления. С 1980 года член-корреспондент Германского археологического института. Член Международной ассоциации египтологов (англ. International Association of Egyptologists).

## Награды и премии
В 2002 году Якобельский получил наивысшую награду Судана присуждаемую иностранцам: Орден Двух Нилов со Звездой. Награждён Орденом Возрождения Польши. Вместе с Богданом Журавским (пол. Bogdan Żurawski) получил из рук директора Суданской Службы Древностей медаль за заслуги в сохранении культурного наследия. Оба также были награждены меджлисом (властями) провинции Донгола дипломами за заслуги в исследовании местного культурного наследия.

## Избранные публикации
- 50 years of Polish excavations in Egypt and the Near East: acts of the Symposium at the Warsaw University 1986, éd. S. Jakobielski, J. Karkowski — Varsovie: Centre d’Archéologie Méditerranéenne de l’Académie Polonaise des Sciences, 1992.
- A. S. Atiya. Historia Kościołów Wschodnich, przekład zbiorowy — Warszawa, 1978. (Введение, главы I—VII, XXVII и Эпилог перевёл С. Якобельский)
- Dongola-Studien: 35 Jahre polnischer Forschungen im Zentrum des makuritischen Reiches, hrsg. von S. Jakobielski, P. O. Scholz — Warszawa: Zakład Archeologii Śródziemnomorskiej Polskiej Akademii Nauk, 2001.
- S. Jakobielski. 35 Years of Polish Excavations at Old Dongola. A Factfile // Dongola-Studien, 35 Jahre polnischer Forschungen im Zentrum des makuritischen Reiches, ред. S. Jakobielski, P. Scholz, «Bibliotheca nubica et aethiopica» vol. 7 — Warszawa-Wiesbaden, 2001 — С. 1-48.
- S. Jakobielski. Christian Nubia at the height of its Civilization // General History of Africa (UNESCO), vol. III — Africa from the Seventh to the Eleventh Century — Paris — Berkeley, 1988 — С. 194—223.
- S. Jakobielski. The Early Christian Period in Nubia // History of Humanity, Scientific and Cultural Development, vol. III: From the Seventh Century BC to the Seventh Century AD, ред. J. Herrmann, E. Zürcher, глава 15.2.3 — UNESCO Paris, New York, 1996 — С. 326—331.
- S. Jakobielski. Grecka inskrypcja fundacyjna katedry w Faras // «Rocznik Muzeum Narodowego w Warszawie», 10 — 1966 — С. 99-106
- S. Jakobielski. A history of the bishopric of Pachoras on the basis of Coptic inscriptions — Warszawa: Éditions Scientifiques de Pologne, 1972.
- S. Jakobielski. The inscriptions, ostraca and graffiti // Soba, Archaeological Research at a Medieval Capital on the Blue Nile, Memoirs of the BIEA, ред. D.A. Welsby, C.M. Daniels, 12 — London, 1991 — С. 274—296.
- S. Jakobielski. Das Kloster der Heiligen Dreifaltigkeit. Bauphasen des nordwestlichen Anbaus // Dongola-Studien, 35 Jahre polnischer Forschungen im Zentrum des makuritischen Reiches, ред. S. Jakobielski, P. Scholz, «Bibliotheca nubica et aethiopica» vol. 7 — Warszawa-Wiesbaden, 2001 — С. 141-168.
- S. Jakobielski. La liste des évêques de Pakhoras, «Études et Travaux» 1 — 1965 — С. 151—170.
- S. Jakobielski. The Monastery in Old Dongola: Excavation of the North-Western Annexe 1998—2002 // «Gdansk Archaeological Museum African Reports» — 2005
- S. Jakobielski. Nubia w okresie chrześcijańskim // Historia Afryki. Do początku XIX wieku, ред. M. Tymowski — Wrocław, Warszawa, Kraków, 1996 — С. 545—569.
- S. Jakobielski. Nubian Christian Architecture // «Zeitschrift für Ägyptische Sprache und Altertumskunde», Bd. 108 — 1981 — С. 33-48.
- S. Jakobielski. Nubian Scenes of Protection from Faras as an Aid to Dating // «Études et Travaux» — 2007
- S. Jakobielski. Old Dongola Fieldwork — Seasons 2005/2006 and 2006 // Polish Archaeology in Mediterranean — 2008
- S. Jakobielski. Old Dongola, Fieldwork 2004 // «Polish Archaeology in the Mediterranean» — 2006
- S. Jakobielski. Portraits of the Bishops of Faras // Nubian Studies, Proceedings of the Symposium for Nubian Studies, Selwyn College, Cambridge, 1978, ред. J. M. Plumley — Warminster, 1982 — С. 127—133.
- S. Jakobielski. Remarques sur la chronologie des peintures murales de Faras aux VIIIe et IXe siècles // Nubia Christiana I, ред. S. Jakobielski — Warszawa, 1982 — С. 142—172.
- S. Jakobielski. Some Remarks on Faras Inscriptions // Kunst und Geschichte Nubiens in christlicher Zeit, ред. E. Dinkler — Recklinghausen, 1970 — С. 29-39.
- S. Jakobielski. Two Coptic Foundation Stones from Faras // Mélanges offerts à Kazimierz Michałowski, ред. M. L. Bernhardt — Warszawa, 1966 — С. 103—109
- S. Jakobielski. J. van der Vliet, From Aswan to Dongola: The Epitaph of Bishop Joseph (died AD 668)* // Nubian Voices. Studies in Christian Nubian Culture, ред. A. Łajtar, J. van der Vliet — Warsaw, 2011 — С. 15-37
- Katalog rękopisów orientalnych ze zbiorów polskich, t. 4: Katalog rękopisów egipskich, koptyjskich i etiopskich, dział egipski oprac T. Andrzejewski; dział koptyjski oprac. S. Jakobielski; dział etiopski oprac. S. Strelcyn; ред. S. Strelcyn при участии M. Lewicki и A. Zajączkowski — Warszawa: PWN, 1960.
- M. Łaptaś, S. Jakobielski. «Unknown» Mural of the Three Youths in a Fiery Furnace from the Faras Cathedral // Ars Graeca — Ars Latina, Studia dedykowane Profesor Annie Różyckiej-Bryzek, ред. W. Bulsza, L. Sadko —  Kraków, 2001 — С. 75-85.
- Polskie wykopaliska w Starej Dongoli: 45 lat współpracy archeologicznej z Sudanem, tekst Stefan Jakobielski, Małgorzata Martens-Czarnecka, tł. jęz. ang. Barbara Gostyńska, Wiesław Piątkiewicz, tł. jęz. arab. Mahmud El. Tayeb — Warszawa: Muzeum Narodowe, 2006.